# Homing

Pigeon voyageur

Le homing est la capacité innée qu'a un animal de naviguer vers son lieu d'origine (son territoire ou bien un lieu de reproduction) en traversant des lieux inconnus.
Ce comportement est connu chez de nombreux animaux, par exemple chez les pigeons voyageurs, les abeilles, mais également chez des poissons comme les saumons ou des amphibiens.